# Night Falls Over Kortedala
Night Falls Over Kortedala è il secondo album in studio del cantautore svedese Jens Lekman, pubblicato nel 2007.

## Tracce
Testi e musiche di Jens Lekman.
1. And I Remember Every Kiss – 2:59
2. Sipping on the Sweet Nectar – 4:11
3. The Opposite of Hallelujah – 4:21
4. A Postcard to Nina – 5:00
5. Into Eternity – 3:44
6. I'm Leaving You Because I Don't Love You – 3:48
7. If I Could Cry (It Would Feel Like This) – 3:23
8. Your Arms Around Me – 5:02
9. Shirin – 3:56
10. It Was a Strange Time in My Life – 5:08
11. Kanske är jag kär i dig – 4:43
12. Friday Night at the Drive-In Bingo – 4:16